# 1998 في الصين
فيما يلي قوائم الأحداث التي وقعت خلال عام 1998 في الصين.

## سياسة

### تعيين في المنصب
- 15 مارس – هو جينتاو نائب رئيس جمهورية الصين الشعبية.
- 18 مارس – ون جيا باو نائب رئيس مجلس الدولة في جمهورية الصين الشعبية.

### انتهاء فترة المنصب
- 30 سبتمبر – تشان يون هان عضو المجلس التشريعي المؤقت ‏.

## أفلام
من الأفلام التي صدرت هذه السنة في الصين:
- 18 سبتمبر – ساعة الذروة من إخراج بريت راتنر.

## مواليد

### يناير
- 10 يناير – شو شيلين لاعبة كرة مضرب صينية.

### فبراير
- 19 فبراير – هي جيتينغ لاعب تنس الريشة.

## وفيات

### سبتمبر
- 14 سبتمبر – يانج شانج كون (مواليد 1907) سياسي صيني.